# Scedopla bifidalis
Scedopla bifidalis är en fjärilsart som beskrevs av John Henry Leech 1889. Scedopla bifidalis ingår i släktet Scedopla och familjen nattflyn. Inga underarter finns listade.